# Eritema multiforme
L'eritema multiforme (EM) és una malaltia de la pell de causa desconeguda; és un tipus d'eritema possiblement mediat per la deposició d'immunocomplexos (majoritàriament complexos lligats a IgM) a la microvasculatura superficial de la pell i de la mucosa bucal que sol seguir a una infecció o exposició a fàrmacs. És un trastorn poc freqüent, amb una incidència màxima a la segona i tercera dècada de la vida. El trastorn té diverses formes o presentacions, que el seu nom reflecteix (multiforme, moltes formes). Les lesions en escarapel·la són una manifestació típica. Es reconeixen dos tipus, un lleu a moderat i un de greu, (eritema multiforme menor i eritema multiforme major, respectivament).